# Dogodouman
Dogodouman est une commune du Mali, dans le Cercle de Kati et la région de Koulikoro.

## Géographie
La commune s'étend au nord-ouest du district de Bamako.

## Villages
La commune s'étend sur 3 localités relevées lors du recensement général de 2009 :
- Taliko (4 079 habitants)
- Dogodouman (3 973 habitants)
- N'Gringoumé (3 732 habitants)